# Pat Roberts

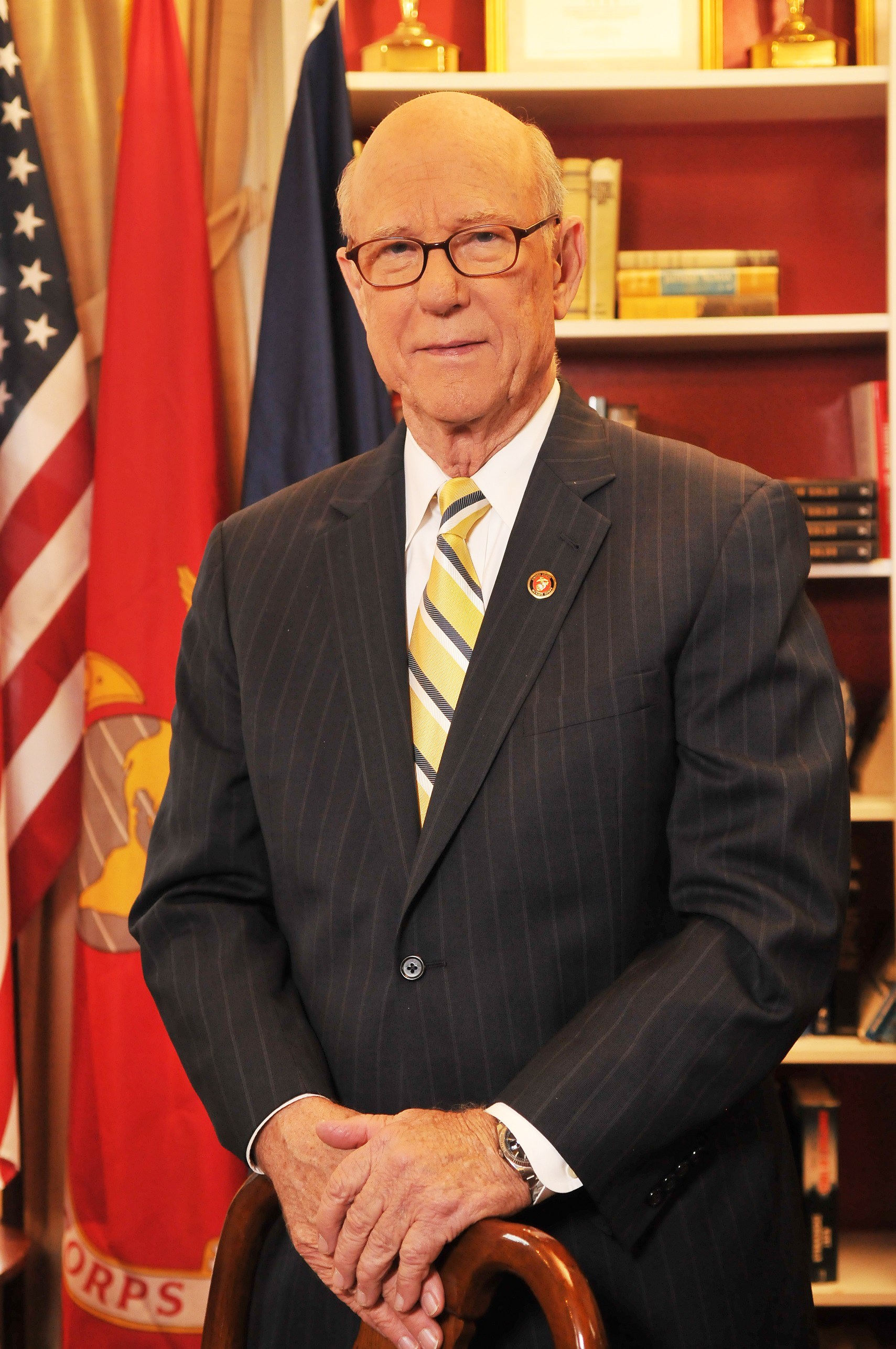
Pat Roberts (2013)

Charles Patrick „Pat“ Roberts (* 20. April 1936 in Topeka, Kansas) ist ein amerikanischer Politiker der Republikanischen Partei. Der frühere Journalist war von 1997 bis 2021 einer der beiden US-Senatoren für den Bundesstaat Kansas, den er zuvor ab 1981 im US-Repräsentantenhaus vertreten hatte. Roberts trat 2020 nicht zur Wiederwahl an.

## Familie, Ausbildung und Beruf
Pat Roberts stammt aus einer Familie, die zeitungsverlegerisch und politisch aktiv war. Sein Urgroßvater hatte die Zeitung Oskaloosa Independent im Kansas-Territorium gegründet, sein Vater C. Wesley Roberts war 1953 unter Präsident Dwight D. Eisenhower Vorsitzender des Republican National Committee gewesen, der Bundesparteiorganisation der Republikaner. 1958 schloss er sein Journalismusstudium an der Kansas State University mit dem Bachelorgrad ab. Er war von 1958 bis 1962 Captain beim United States Marine Corps. Danach arbeitete er als Reporter und Redakteur bei mehreren Zeitungen in Arizona. 1967 kehrte er nach Kansas zurück und arbeitete für den damaligen US-Senator Frank Carlson. 1969 wurde er Assistent des Kongressabgeordneten Keith Sebelius, des Schwiegervaters der späteren Gouverneurin und US-Gesundheitsministerin Kathleen Sebelius.
Roberts ist seit 1969 mit seiner Frau Franki verheiratet. Sie haben drei Kinder.

## Politische Laufbahn

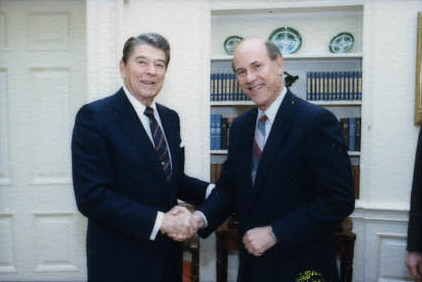
Roberts (rechts) mit Präsident Ronald Reagan (1988)

Nachdem Sebelius angekündigt hatte, sich 1980 nicht mehr zur Wahl zu stellen, kandidierte Roberts bei der Wahl 1980 für dessen bisheriges Mandat im 1. Kongresswahlbezirk von Kansas. Dieser Wahlkreis umfasste den Großteil des Bundesstaates, insbesondere den ländlichen, stark republikanisch dominierten Westen. Roberts gewann ohne Schwierigkeiten und zog am 3. Januar 1981 ins Repräsentantenhaus der Vereinigten Staaten ein, dem er acht Legislaturperioden lang bis zum 3. Januar 1997 angehörte.
Bei der Wahl 1996 wurde er mit 62 Prozent der Stimmen gegen die Demokratin Sally Thompson zum Senator für Kansas gewählt und trat die Nachfolge Nancy Kassebaums am 3. Januar 1997 an. 2002 wurde er ohne einen Gegenkandidaten der Demokraten mit 82,5 Prozent der Stimmen bestätigt, 2008 gewann er mit 60 Prozent der Stimmen gegen den ehemaligen Kongressabgeordneten Jim Slattery, bei der Wahl 2014 gegen den Unabhängigen Greg Orman mit 53 zu 43 Prozent der Stimmen, nachdem er die Vorwahl der Republikaner nur knapp gewonnen hatte.
Im Senat saß Roberts unter anderem im Ausschuss für die Streitkräfte und war zwischen 1999 und 2001 (mit einer 17-tägigen Unterbrechung) Vorsitzender des Ethikausschusses. Von 2003 bis 2007 war er Vorsitzender des Geheimdienstausschusses und leitete als solcher die Untersuchung zur Informationslage der Nachrichtendienste vor dem Irakkrieg, deren im Juli 2004 vorgelegter Abschlussbericht auch Roberts Report genannt wird. Roberts sprach zusammenfassend von einem „globalen Nachrichtendienstversagen“. Von Januar 2015 bis zu seinem Ausscheiden aus dem Senat saß er dem Landwirtschaftsausschuss vor.
Roberts gab im Januar 2019 bekannt, bei der Senatswahl 2020 nicht wieder anzutreten, weshalb sein Mandat am 3. Januar 2021 endete. Bei den Republikanern zeigte eine Reihe von Kandidaten Interesse an seiner Nachfolge. Letztendlich setzte sich Roger Marshall in der republikanischen Vorwahl durch und besiegte in der Hauptwahl die Demokratin Barbara Bollier mit 53 % zu 41 % der Stimmen. Diese hatte die demokratische Vorwahl gewonnen, nachdem der ehemalige United States Attorney Barry Grissom aus dem Rennen ausgeschieden war.

## Positionen
Roberts vertritt generell konservative Positionen, insbesondere in der Gesellschaftspolitik. So hat er sich gegen Schwangerschaftsabbrüche (Pro-Life) und gegen gleichgeschlechtliche Ehen ausgesprochen. Im Senat stimmte Roberts 2002 für die Ermächtigung der Regierung Bush zum Irakkrieg und sprach sich generell für höhere Militärausgaben aus. Unter dem demokratischen Präsidenten Barack Obama stritt Roberts gegen viele Initiativen der Regierung, darunter insbesondere 2010 gegen die Gesundheitsreform Obamacare. In Donald Trumps erster Präsidentschaft unterstützte Roberts unter anderem die im Dezember 2017 beschlossene Steuerreform, die insbesondere Unternehmens- und Spitzensteuersätze senkte.
Im Mai 2017 war er unter den 22 Senatoren der Republikaner, die Präsident Donald Trump in einem offenen Brief aufforderten, das Pariser Klimaabkommen zu verlassen. Der Guardian berichtete in dem Zusammenhang, dass Roberts zwischen 2012 und 2016 über 400.000 US-Dollar an Spenden von Öl-, Gas- und Kohleunternehmen erhalten hatte. Im Juni 2018 forderte er als einer von 13 republikanischen Senatoren Trump auf, die Trennung von illegal eingewanderten Familien vorläufig zu beenden.

## Belege
1. 1 2 3  Gregory Lewis McNamee: Pat Roberts. In: Encyclopedia Britannica, 21. Mai 2015.
2. ↑  U.S. Intelligence Exaggerated Iraq’s WMD, Report Says. In: Nuclear Threat Initiative, 9. Juli 2004
3. ↑  Wright Bryan, Douglas Hopper: Iraq WMD Timeline: How the Mystery Unraveled. In: National Public Radio, 15. November 2005.
4. ↑  James Arkin: Kansas Sen. Pat Roberts to retire in 2020. In: Politico, 4. Januar 2019
5. ↑  Bryan Lowry: ‘Purple’ Kansas? Former federal prosecutor mulls Senate run against Pat Roberts. In: McClatchy DC, 17. Dezember 2018.
6. ↑  Tom McCarthy, Lauren Gambino: The Republicans who urged Trump to pull out of Paris deal are big oil darlings. In: The Guardian, 1. Juni 2017.
7. ↑  13 GOP senators ask administration to pause separation of immigrant families. In: The Hill, 19. Juni 2018.

| Personendaten    | Personendaten                                     |
| ---------------- | ------------------------------------------------- |
| NAME             | Roberts, Pat                                      |
| ALTERNATIVNAMEN  | Roberts, Charles Patrick (vollständiger Name)     |
| KURZBESCHREIBUNG | amerikanischer Politiker (Republikanische Partei) |
| GEBURTSDATUM     | 20. April 1936                                    |
| GEBURTSORT       | Topeka, Kansas                                    |